# 51406 Massimocalvani
51406 Massimocalvani este un asteroid din centura principală de asteroizi.

## Descriere
51406 Massimocalvani este un asteroid din centura principală de asteroizi. A fost descoperit pe 26 februarie 2001 la Cima Ekar în cadrul programului Asiago-DLR Asteroid Survey. Asteroidul prezintă o orbită caracterizată de o semiaxă mare de 2,54 ua, o excentricitate de 0,18 și o înclinație de 16,5° în raport cu ecliptica.